# قناة الصوديوم Nav1.5

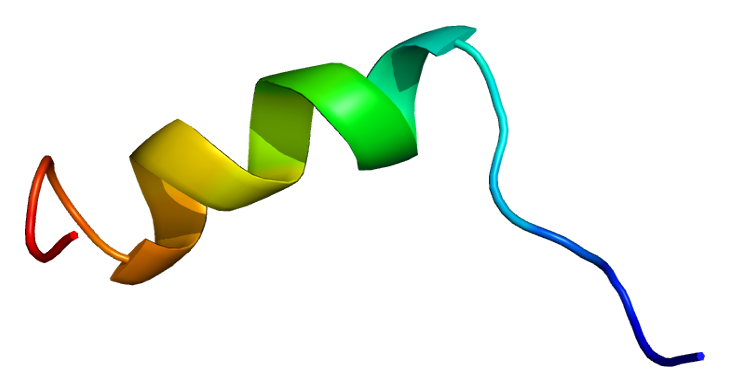

قناة الصوديوم Nav1.5 هي قناة صوديوم أيونية بروتينية جينها يدعى SCN5A. طفرات في هذا الجين مرتبطة بالطراز الثالث من متلازمة كيو تي الطويلة، متلازمة بروجادا، مرض التوصيل الأولي والرجفان البطيني مجهول السبب.
هذا البروتين يكوّن بروتين غشائي مدمج يبني قناة صوديوم تبويها متعلق بالجهد الغشائي وهي مقاومة لسم التترودوتوكسين.
البروتين الناتج موجود بالأساس في القلب وهو المسؤول عن القفزة الحادة في بداية جهد الفعل والتي يتم مشاهدة أثرها في جهاز تحطيط كهربية القلب.